# Henrik Meister
Henrik Wendel Meister (Copenaghen, 17 novembre 2003) è un calciatore danese, attaccante del Pisa.

## Carriera
Cresciuto nelle giovanili di Skjold e B 1903, Meister ha iniziato la sua carriera calcistica nel 2021 con il FA 2000 in terza divisione. Nel gennaio 2022 è passato al Fremad Amager, dove è rimasto per un anno e mezzo prima di trasferirsi in Norvegia al Sarpsborg 08.
Il 15 agosto 2024 ha firmato con il Rennes.
Il 13 gennaio 2025 passa in prestito al Pisa. Con i nerazzurri trova l'esordio il 19 gennaio nel pareggio per 0-0 a Catanzaro, subentrando al connazionale Lind al 74º minuto. Una settimana dopo, il 26 gennaio, Filippo Inzaghi lo schiera titolare contro la Salernitana. Il 9 marzo segna la sua prima rete con i toscani, nella sconfitta per 2-3 in casa dello Spezia. 
Il 10 agosto 2025 viene riscattato dai toscani, firmando un contratto valido fino al 2028.

## Statistiche

### Presenze e reti nei club
Statistiche aggiornate al 13 gennaio 2025
| Stagione             | Squadra              | Campionato           | Campionato | Campionato | Coppe nazionali | Coppe nazionali | Coppe nazionali | Coppe continentali | Coppe continentali | Coppe continentali | Altre coppe | Altre coppe | Altre coppe | Totale | Totale | Totale |
| Stagione             | Squadra              | Comp                 | Pres       | Reti       | Comp            | Pres            | Reti            | Comp               | Pres               | Reti               | Comp        | Pres        | Reti        | Pres   | Reti   |        |
| -------------------- | -------------------- | -------------------- | ---------- | ---------- | --------------- | --------------- | --------------- | ------------------ | ------------------ | ------------------ | ----------- | ----------- | ----------- | ------ | ------ | ------ |
| 2021-gen. 2022       | FA 2000              | 2D                   | 14         | 1          | CD              | 2               | 1               | -                  | -                  | -                  | -           | -           | -           | 16     | 2      |        |
| gen.-giu. 2022       | Fremad Amager        | 1D                   | 15         | 2          | CD              | 0               | 0               | -                  | -                  | -                  | -           | -           | -           | 15     | 2      |        |
| 2022-2023            | Fremad Amager        | 1D                   | 16         | 5          | CD              | 2               | 0               | -                  | -                  | -                  | -           | -           | -           | 18     | 5      |        |
| Totale Fremad Amager | Totale Fremad Amager | Totale Fremad Amager | 31         | 7          |                 | 2               | 0               |                    | -                  | -                  |             | -           | -           | 33     | 7      |        |
| 2023                 | Sarpsborg 08 2       | 3D                   | 3          | 1          | -               | -               | -               | -                  | -                  | -                  | -           | -           | -           | 3      | 1      |        |
| 2023                 | Sarpsborg 08         | ES                   | 3          | 1          | CN              | 0               | 0               | -                  | -                  | -                  | -           | -           | -           | 3      | 1      |        |
| 2024                 | Sarpsborg 08         | ES                   | 18         | 8          | CN              | 4               | 1               | -                  | -                  | -                  | -           | -           | -           | 22     | 9      |        |
| Totale Sarpsborg 08  | Totale Sarpsborg 08  | Totale Sarpsborg 08  | 21         | 9          |                 | 4               | 1               |                    | -                  | -                  |             | -           | -           | 25     | 10     |        |
| 2024-gen. 2025       | Rennes               | L1                   | 4          | 1          | CF              | 0               | 0               | -                  | -                  | -                  | -           | -           | -           | 4      | 1      |        |
| gen.-giu. 2025       | Pisa                 | B                    | 15         | 2          | CI              | 0               | 0               | -                  | -                  | -                  | -           | -           | -           | 15     | 2      |        |
| Totale carriera      | Totale carriera      | Totale carriera      | 88         | 21         |                 | 8               | 2               |                    | -                  | -                  |             | -           | -           | 96     | 23     |        |